# Arik Air
Arik Air es una aerolínea con base en Lagos, Nigeria operando una creciente red de destinos. Se planean añadir destinos regionales e internacionales. Su principal base de operaciones es el Aeropuerto Internacional Murtala Mohammed, Lagos.

## Historia
El 3 de abril de 2006, Arik Air se hizo con las antiguas instalaciones de Nigeria Airways en Lagos, casi tres años después de su liquidación, y comenzó el trabajo de reconstrucción. El 14 de junio de 2006, Arik recibió dos Bombardier CRJ-900 nuevos para efectuar vuelos de cabotaje y, para efectuar vuelos dentro del continente africano, desde verano de 2006, se cuenta con dos Boeing 737-300 y tres Bombardier CRJ-200 anteriormente pertenecientes a United Airlines. El 30 de octubre de 2006, Arik comenzó a efectuar vuelos regulares de pasajeros con cuatro vuelos entre Lagos y Abuya utilizando aviones CRJ-900. Los vuelos a Calabar comenzaron el 15 de noviembre de 2006 y los vuelos a la Ciudad de Benín y Enugu comenzaron el 7 de enero de 2007. La aerolínea es propiedad de Ojemai Investments.
El 4 de abril de 2008, Arik Air recibió permiso para volar a los Estados Unidos por el Departamento de Transporte de los Estados Unidos.

## Destinos

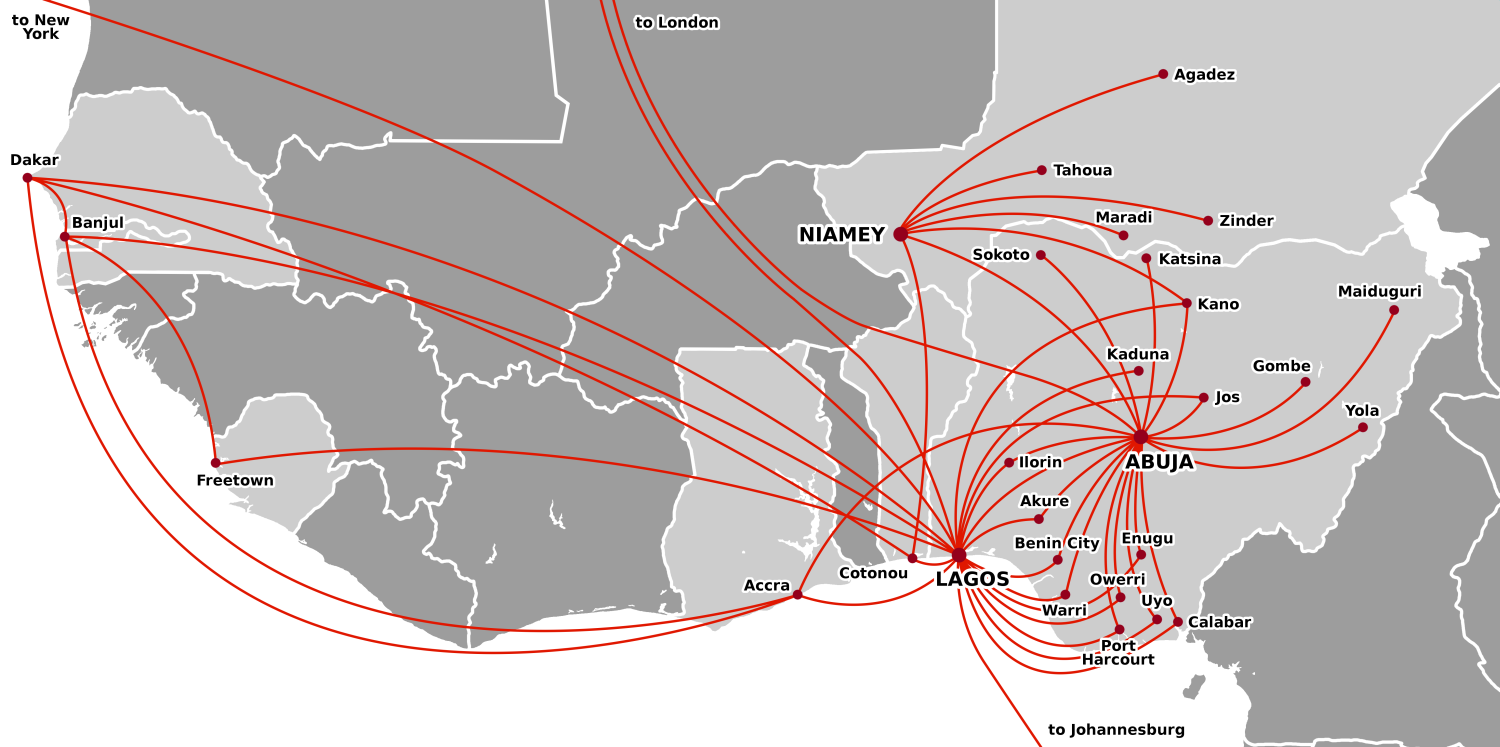
Mapa de rutas de Arik Air a 9 de diciembre de 2009.

En agosto de 2006, el Ministerio de Aviación Federal dio autorización a Arik Air para volar a Trinidad y Tobago en América y a Ámsterdam, Londres y Madrid en Europa. Adelante, la aerolínea planea volar a Atlanta, Miami, y Houston en los Estados Unidos y Birmingham en el Reino Unido.
Arik Air posee una fuerte red doméstica. Las rutas regionales y de largo alcance a países vecinos y Europa fueron introducidas a finales de 2008. El primer vuelo a los Estados Unidos estaba anunciado para febrero de 2009.
Arik Air comenzó sus operaciones internacionales con vuelos a Londres-Heathrow el 15 de diciembre de 2008, utilizando aviones Airbus A340-500.
Su filial Arik Niger (código IATA: Q9) comenzó a operar en 2009.

## Flota

### Flota Actual
La flota de Arik Air incluye las siguientes aeronaves (a julio de 2023):
A julio de 2023, la media de edad de la flota de Arik Air es de 15,6 años. Arik Air ha firmado un acuerdo de intenciones por cuatro 747-8 Intercontinentales, pero aun ha de confirmar el pedido.

## Incidentes y accidentes
- 31 de marzo de 2010: un Boeing 737-700 aparcado y embarcando pasajeros para un vuelo desde Calabar a Abuya fue evacuado inmediatamente después de que un coche Audi se estrellase en su parte trasera. El conductor, quien afirmó ser Jesucristo, fue arrestado y declaró que lo había hecho como intento desesperado para salvar el avión de una colisión inminente.[13]